# Ames (Iowa)
Ames is een plaats (city) in de Amerikaanse staat Iowa, en valt bestuurlijk gezien onder Story County. Ames is de thuishaven van de Staatsuniversiteit van Iowa.

## Demografie
Bij de volkstelling in 2000 werd het aantal inwoners vastgesteld op 50.731. In 2006 is het aantal inwoners door het United States Census Bureau geschat op 51.557, een stijging van 826 (1,6%).

## Geografie
Volgens het United States Census Bureau beslaat de plaats een oppervlakte van 55,9 km², geheel bestaande uit land.

## Plaatsen in de nabije omgeving
De onderstaande figuur toont nabijgelegen plaatsen in een straal van 20 km rond Ames.

## Geboren
- Peter Schickele (1935-2024), componist, muziekpedagoog, musicoloog en schrijver
- Laurel Clark (1961-2003), astronaute